# چارلز باس
چارلز فاستر باس (زاده ۸ ژانویه ۱۹۵۲) یک سیاستمدار آمریکایی و عضو حزب جمهوری‌خواه است که از سال ۱۹۹۵ تا ۲۰۰۷ و از ۲۰۱۱ تا ۲۰۱۳ به عنوان عضو مجلس نمایندگان ایالات متحده در حوزه انتخابیه دوم نیوهمپشایر  خدمت کرده است او پسر پرکینز باس است که همچنین از سال ۱۹۵۵ تا ۱۹۶۳ نماینده همان منطقه نیوهمپشایر بود.
باس در بوستون در خانواده کاترین و پرکینز باس متولد شد. پدرش در دهه‌های ۱۹۵۰ و ۱۹۶۰ به عنوان نماینده جمهوری‌خواه کنگره آمریکا از نیوهمپشایر خدمت کرد. پدربزرگ باس، رابرت باس، از سال ۱۹۱۱ تا ۱۹۱۲ به عنوان فرماندار جمهوری‌خواه نیوهمپشایر خدمت کرد، جنبش جمهوری‌خواه مترقی را پایه‌گذاری کرد، و دوست معتمد رئیس‌جمهور تدی روزولت بود.